# Río Sihl
El río Sihl es un corto río de Suiza, tributario del río Limago, de 73 km de longitud, que discurre por los cantones de Schwyz, Zug y Zúrich.

## Geografía
El río Sihl nace cerca del Drusberg, pico prealpino situado en el cantón de Schwyz.
Cerca de Einsiedeln cruza el lago del Sihl (Sihlsee), un embalse construido en 1937 para la generación de energía hidroeléctrica, que con 11 km² es el más grande de Suiza. En el municipio de Schindellegi abandona el cantón Schwyz y se adentra durante unos kilómetros en el cantón Zúrich, haciendo posteriormente de frontera entre los cantones de Zúrich y Zug.
En ese tramo, concretamente en la comuna de Schönenberg, el cauce se estrecha, formándose así unos rápidos. La zona es conocida como salto del Sihl (Sihlsprung).
A partir de Sihlbrugg el río se adentra definitivamente en el cantón de Zúrich, discurriendo por el Valle del Sihl (Sihltal), un estrecho valle entre la cordillera del Albis y el monte Zimmerberg. En este tramo se encuentra el Bosque del Sihl (Sihlwald), declarado parque natural en 1986. El río continúa fluyendo hasta entrar en la ciudad de Zúrich, donde pierde gran parte de su caudal debido a la explotación industrial de sus aguas. Muchas fábricas se aseguraron durante el siglo XIX los derechos de explotación a perpetuidad.
Después de 73 km de recorrido desemboca en el Limago, en pleno centro de la ciudad de Zúrich.

## Galería

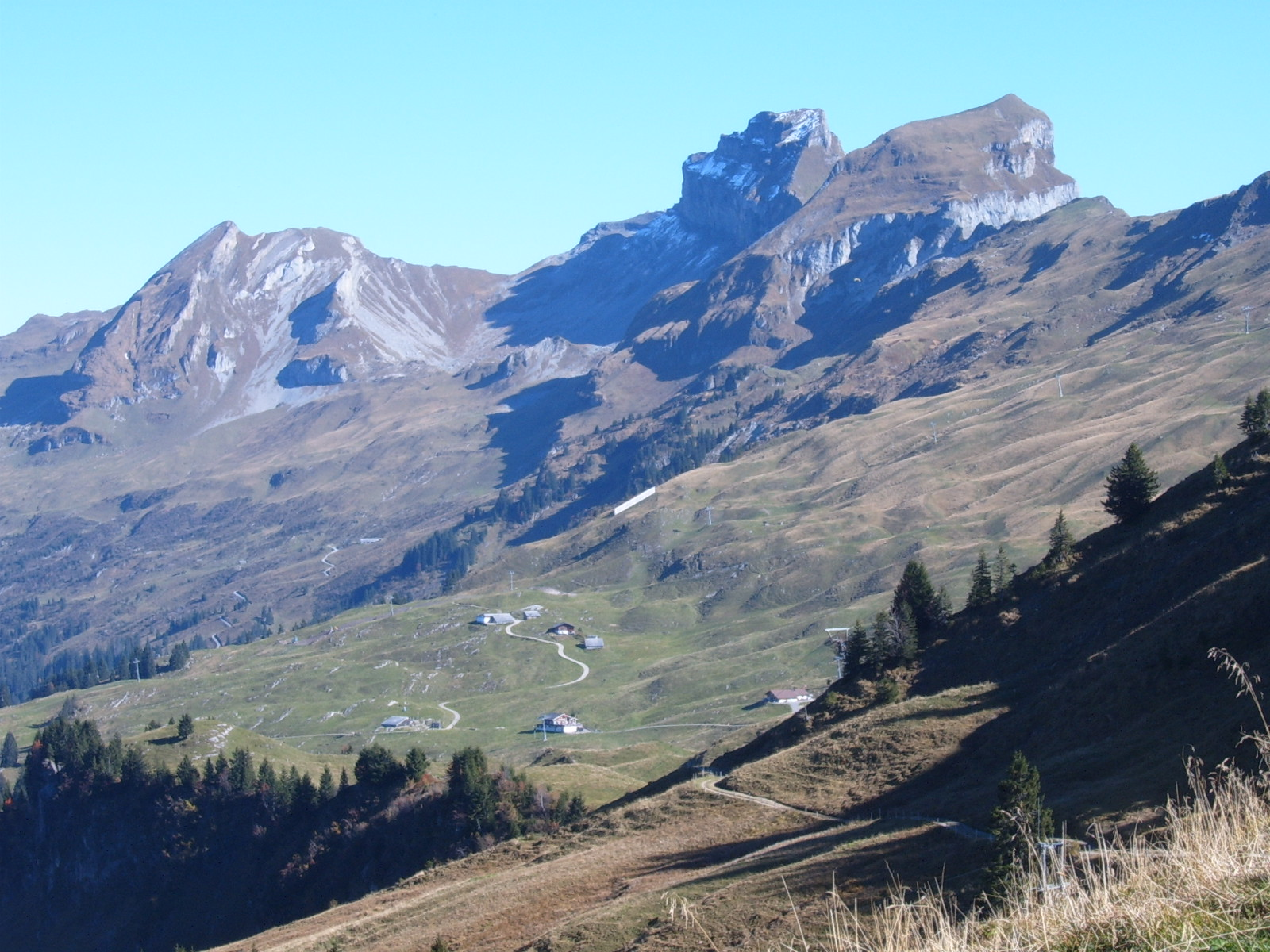
El pico Drusberg, nacimiento del Sihl
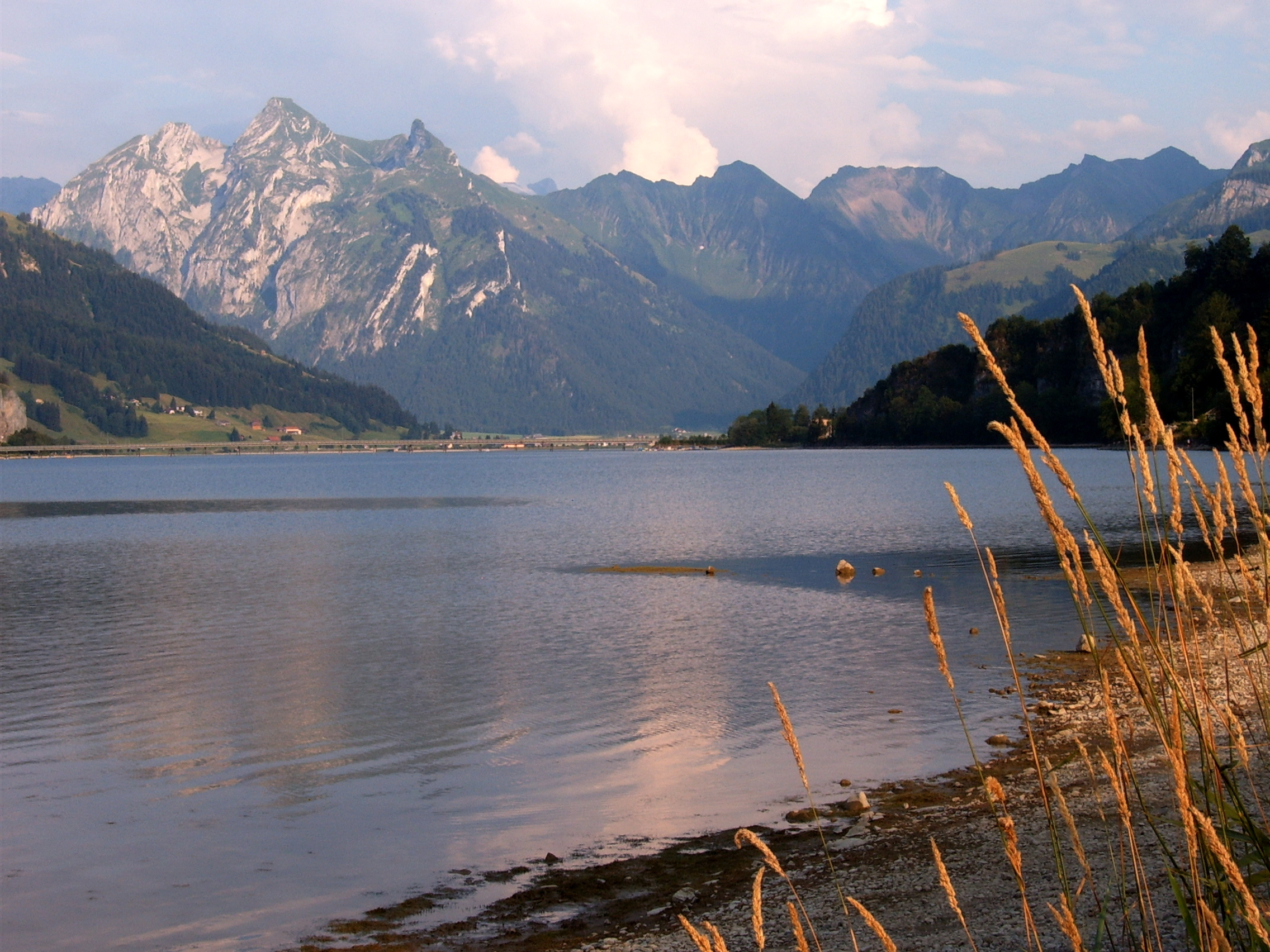
Lago del Sihl
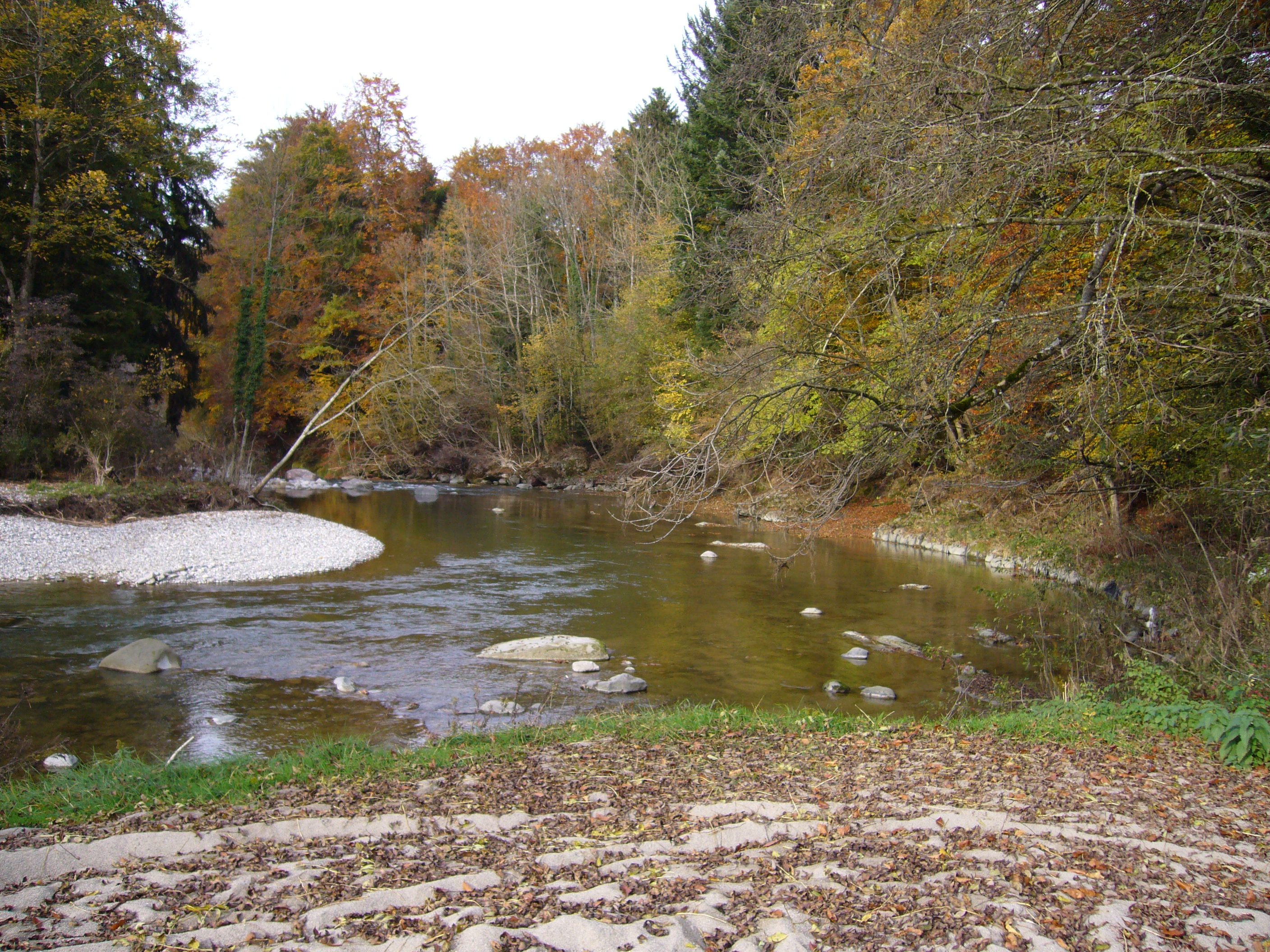
El río en las próximidades del salto
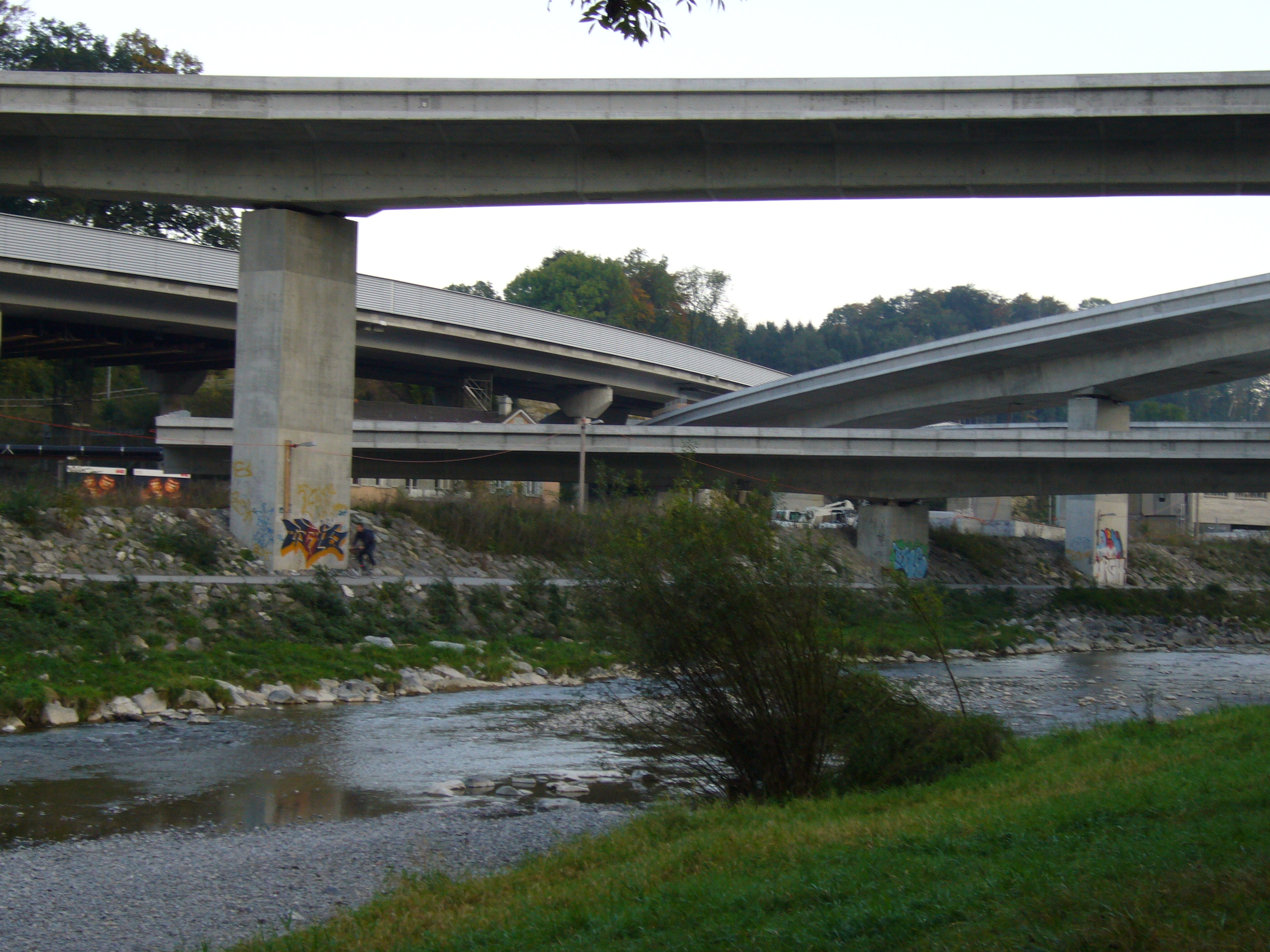
El Sihl en la ciudad de Zúrich
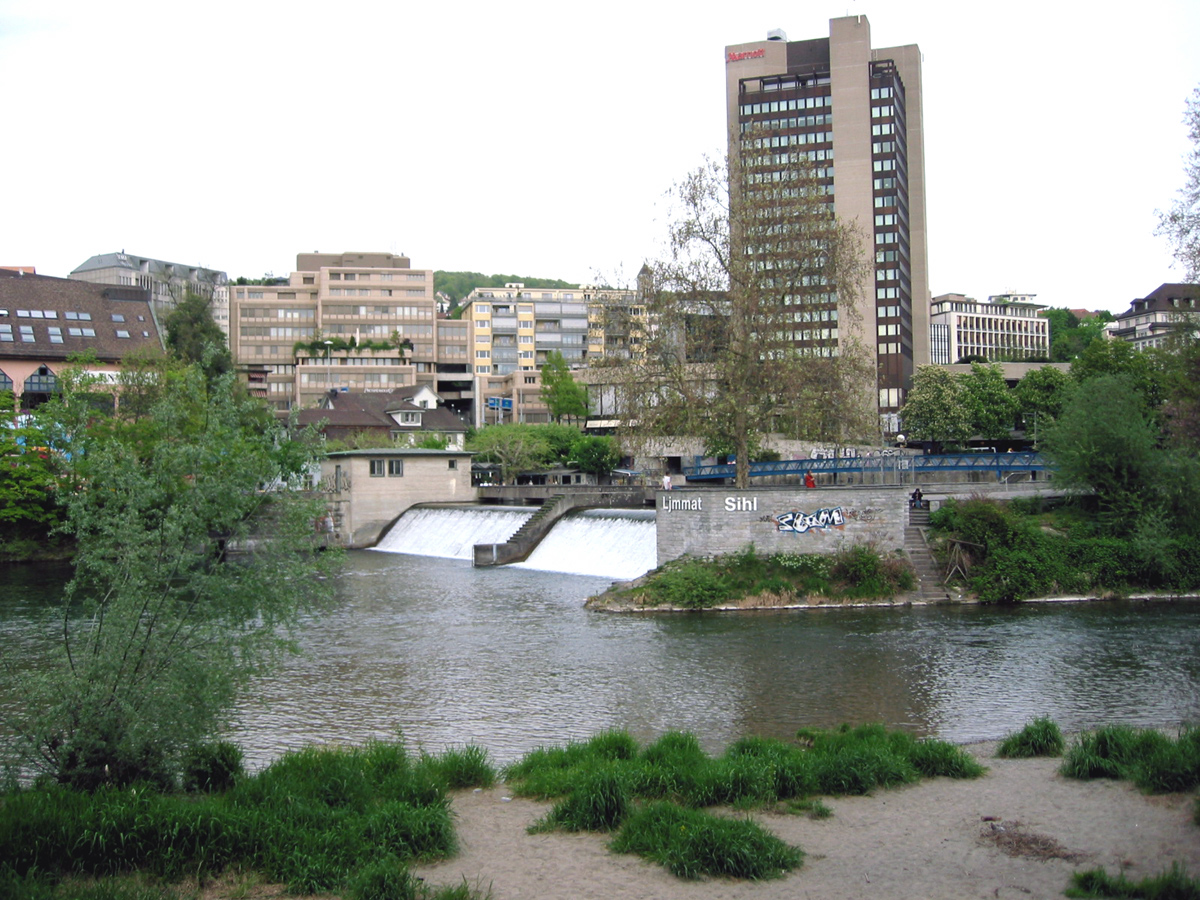
Desembocadura del Sihl en el Limmat
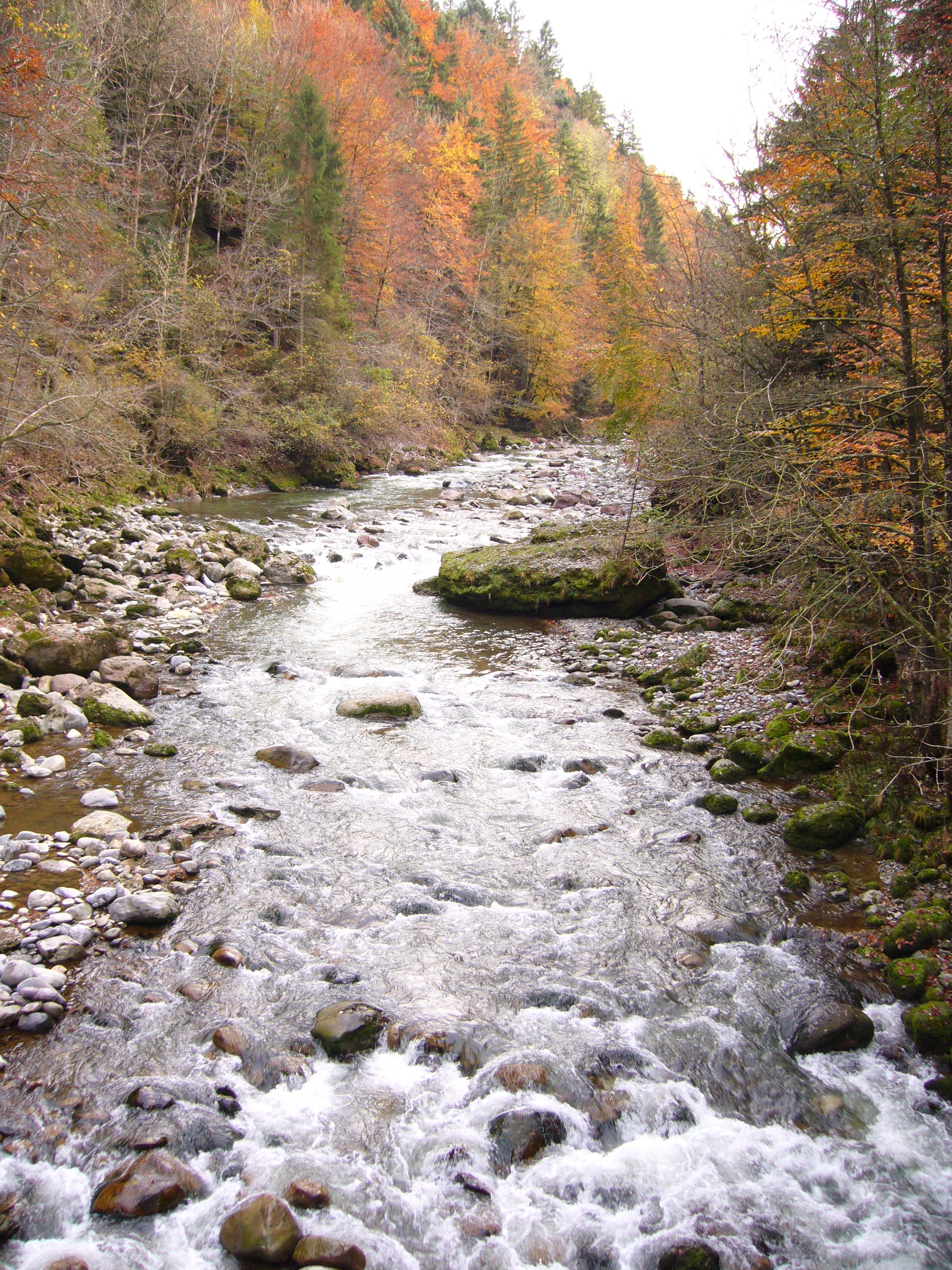
El Salto del Sihl (Sihlsprung).